# Noyau d'Edinger-Westphal

Section transverse passant par les colliculus supérieurs montrant le trajet du nerf oculomoteur (III).

Le noyau d'Edinger-Westphal ou noyau oculomoteur accessoire, est une structure anatomique située dans le mésencéphale. C'est le noyau accessoire parasympathique du III (nerf oculomoteur commun) qui assure l'innervation du muscle sphincter de l'iris. Ce noyau est notamment impliqué dans le réflexe photomoteur et le réflexe d'accommodation. Ses lésions spécifiques peuvent se traduire cliniquement par le signe d'Argyll Robertson, un signe classique du tabès.

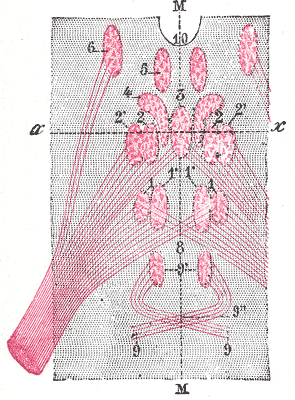
Figure montrant les différents groupes cellulaires constituant selon Perlia, le noyau d'origine du III.
1. Noyau dorsal postérieur.
1’. Noyau ventral postérieur.
2. Noyau dorsal antérieur.
2’. Noyau ventral antérieur.
3. Noyau central.
4. Noyau d'Edinger-Westphal.
5. Noyau antéro-interne.
6. Noyau antéro-externe.
8. Fibres croisées.
9. Nerf trochléaire, avec 9’, son noyau d'origine et 9", sa décussation.
10. Troisième ventricule.
M, M. ligne médiane.

On utilise souvent abusivement le terme de « noyau d'Edinger-Westphal » pour désigner une population adjacente de neurones non-préganglionnaires qui ne projettent pas sur le ganglion ciliaire, mais sur la moelle, le noyau dorsal du raphé et les noyaux latéraux du septum. À la différence des neurones préganglionnaires du vrai noyau d'Edinger-Westphal, qui contiennent de la  choline-acétyltransférase, ces neurones non-préganglionnaires contiennent divers neuropeptides liés au stress et à la nourriture, comme l'urocortine et le transcrit régulé par la cocaïne et l'amphétamine. Cette région particulière du mésencéphale n'a pas encore trouvé sa place officielle dans la nomenclature neuroanatomique.

## Historique
Ce noyau fut décrit pour la première fois chez le fœtus en 1885 par Ludwig Edinger de Francfort et chez l'adulte  en 1887 par Carl Westphal de Berlin.